# Platanthera algeriensis
Platanthera algeriensis là một loài lan sinh sống tại vùng đông và đông nam Tây Ban Nha, Corse, Sardegna và vùng tây bắc Châu Phi.